# 東京一は日本一
『東京一は日本一』（とうきょういちはにほんいち）は、1981年5月25日に発売されたムーンライダーズ初のベスト・アルバム。

## 解説
『MOON RIDERS』から『CAMERA EGAL STYLO / カメラ＝万年筆』までのクラウン在籍時の全作品に加え、鈴木慶一とムーンライダース名義でリリースされた『火の玉ボーイ』からもセレクトされたベスト・アルバム。ソニーのCMに使用された「Elephant」は、アルバム初収録曲。

## アートワーク
アルバムの帯には以下のキャッチコピーが記載されている。
| 東京サウンドの決定盤! 初期の名作“火の玉ボーイ”から 話題沸騰のNEW SINGLE“エレファント”まで ムーンライダーズのザ・ベスト・テン |

ジャケットのイラストおよびデザインは、矢吹申彦が手掛けている。

## 収録曲
全編曲：ムーンライダーズ

### Side A
1. 火の玉ボーイ[注 3] (4'44")[1]
作詞・作曲：鈴木慶一
2. マスカット ココナッツ バナナ メロン[注 1] (4'28")[1]
作詞：鈴木慶一　作曲：岡田徹
3. Beep Beep Be オーライ[注 5] (3'44")[1]
作詞・作曲：橿渕哲郎
4. スタジオ・ミュージシャン[注 6] (4'29")[1]
作詞：鈴木博文　作曲：岡田徹
5. いとこ同士[注 6] (3'42")[1]
作詞：鈴木博文　作曲：岡田徹

### Side B
1. モダーン・ラヴァーズ[注 7] (4'48")[1]
作詞：鈴木博文　作曲：岡田徹・鈴木博文
2. 鬼火[注 7] (4'44")[1]
原案：松山猛　作詞：佐藤奈々子・鈴木慶一　作曲：鈴木慶一
3. 彼女について知っている二、三の事柄[注 2] (3'18")[1]
作詞：鈴木博文　作曲：鈴木慶一
4. 無防備都市[注 2] (2'47")[1]
作詞・作曲：鈴木博文
5. Elephant[注 4] (3'36")[1]
作詞・作曲：鈴木慶一

## リリース履歴
| # | 発売日        | リリース      | 規格 | 品番       | 備考                                           |
| - | ------------- | ------------- | ---- | ---------- | ---------------------------------------------- |
| 1 | 1981年5月25日 | PANAM ⁄ CROWN | LP   | GWP-1005   |                                                |
| 2 | 1991年4月21日 | PANAM ⁄ CROWN | CD   | CRCP-28045 | 初CD化。                                       |
| 3 | 1993年8月21日 | PANAM ⁄ CROWN | CD   | CRCP-30030 | “天下一品”シリーズの一枚。                     |
| 4 | 1996年4月24日 | PANAM ⁄ CROWN | CD   | CRCP-169   | CD選書シリーズの一枚。プラケースは通常タイプ。 |